# Suchedniów (Suchedniów)
Suchedniów (Osada) – historyczna część miasta Suchedniowa w woj. świętokrzyskim, w powiecie skarżyskim. Znajduje się w centralnej części miasta. Do końca 1955 roku samodzielna miejscowość, którą w 1956 połączono z siedmioma innymi wsiami w jeden organizm miejski: Baranоwem, Berezowem (z Jędrowem), Błotem, Kleszczynami (z Bugajem), Krukiem, Stokowicem (z Konstantynowem) i Wierzbką.

## Historia
Osada Suchedniów w latach 1867–1954 należała do gminy Suchedniów w powiecie kieleckim w guberni kieleckiej. W II RP przynależała do woj. kieleckiego, gdzie 2 listopada 1933 utworzył gromadę o nazwie Suchedniów w gminie Suchedniów.
Podczas II wojny światowej włączony do Generalnego Gubernatorstwa, nadal jako gromada w gminie Suchedniów, licząca 2052 mieszkańców. Po wojnie w województwa kieleckim, jako jedna z 20 gromad gminy Suchedniów.
W związku z reformą znoszącą gminy jesienią 1954 roku, Suchedniów włączono do nowo utworzonej gromady Suchedniów. 1 stycznia 1956 gromadę Suchedniów zniesiono w związku z nadaniem jej statusu osiedla, przez co dawna osada Suchedniów stała się integralną częścią nowego, przestrzennie złożonego, osiedla Suchedniowa. 18 lipca 1962 osiedlu Suchedniów nadano status miasta.